# 伊迪斯·科文
伊迪斯·德克茜·科文，OBE（婚前名伊迪斯·德克茜·布朗；1861年8月2日 – 1932年6月9日) 是一位致力于促进妇女权利和儿童福利的澳大利亚社会改革家。
最为人熟知的身份是澳大利亚第一位獲選為议会议员的女性。自1995年以来，科文的头像一直印在澳大利亚50元纸币的背面。
科文出生在西澳大利亚州的杰拉尔顿附近。她是该殖民地的两位早期定居者托马斯·布朗（Thomas Brown）和约翰·维特努（John Wittenoom）的孙女。科文七岁时，由于母亲去世，她的父親送她到一所位于珀斯的寄宿学校。 15岁时，生父肯尼斯·布朗谋杀他的继母、受处决而成为孤儿。從此与祖母一起住在西澳大利亚州的吉尔福德，直至她 18岁结婚。婚后，科文和丈夫一共生育五个孩子。她们一家在西珀斯和科茨索（Cottesloe）的家度过他们的大部分时间。

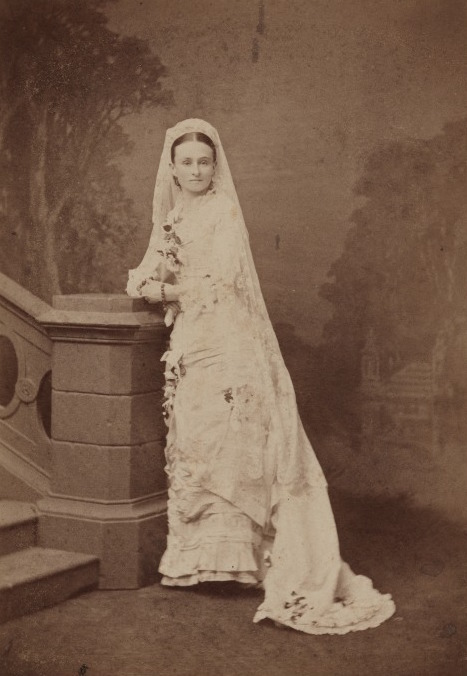
穿着婚纱的科文

## 政治生涯

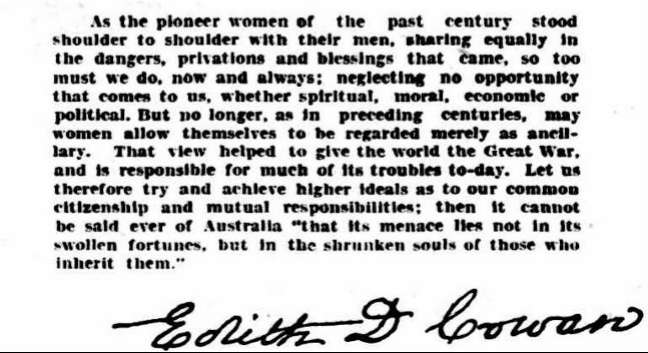
伊迪斯·科文署名的文字

1921年，西澳大利亚州通过立法允许女性参加议会代表的选举。由于她觉得她所担心的国内和社会问题没有得到足够的重视，时年59岁的科文便挺身而出、接受澳洲民族主義黨的提名竞选西珀斯的州议会席位。在选举过程中，她出人意料地击败时任州总检察长托马斯·德雷珀 (Thomas Draper) 获得席位，而當初允许妇女竞选的法案正是在德雷珀擔任州议员时所提出。胜选的科文成为澳大利亚第一位女性议会议员。
当选后，她积极在议会中为妇女争取妇女权利，推动允许妇女从事法律职业的立法。她推动的立法也让当孩子没有立遗嘱就去世时，母亲可以在遗产訴訟中與父亲处於平等的地位。此外，科文还是最早在澳洲学校推广性教育的人之一。然而，她在1924年的州议会选举中，首次落選。1927年，再次参选，但仍未重新获得席位。

## 个人生活

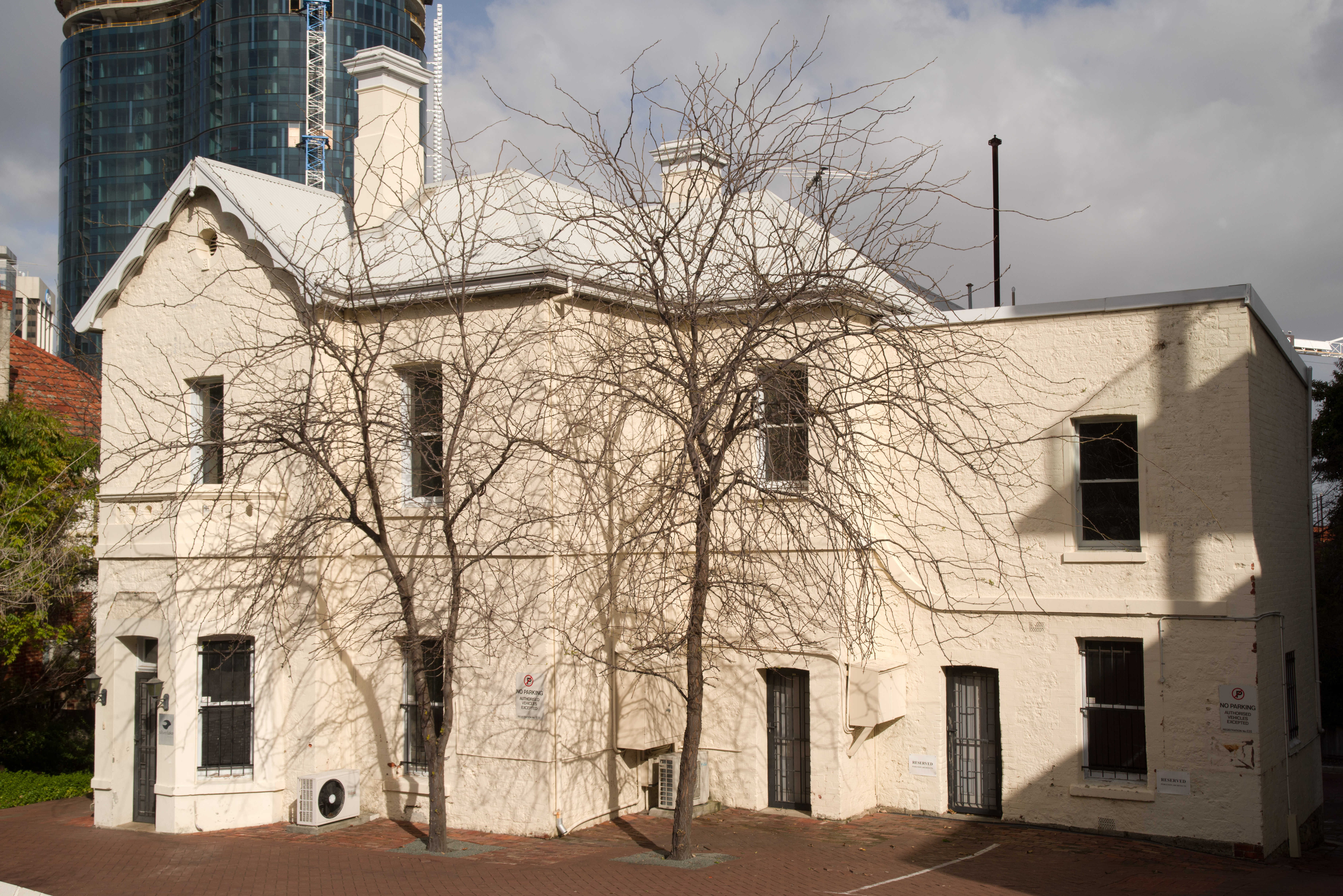
科文在1883年至1896年及1912年至1919年期间的住所。2016年，该建筑名列澳洲国家遗产

1879年11月12日，年仅18岁的伊迪斯与时任西澳州最高法院司法书记官的詹姆斯·科文结婚。科文夫妇的婚礼在珀斯的圣乔治大教堂举行。他们婚後的大部分时间都生活在西珀斯马尔科姆街71号的住所。科文夫妇也在科茨洛拥有一間房屋，并于1896年至1912年居住在那裏。

## 去世
长期健康欠佳的科文于1932年6月9日在苏比亚科的埃尔沃医院因胰腺癌病逝，享年70岁。喪禮在西珀斯的圣玛丽教堂举行，遺體埋葬於卡拉卡塔公墓。   

## 影响

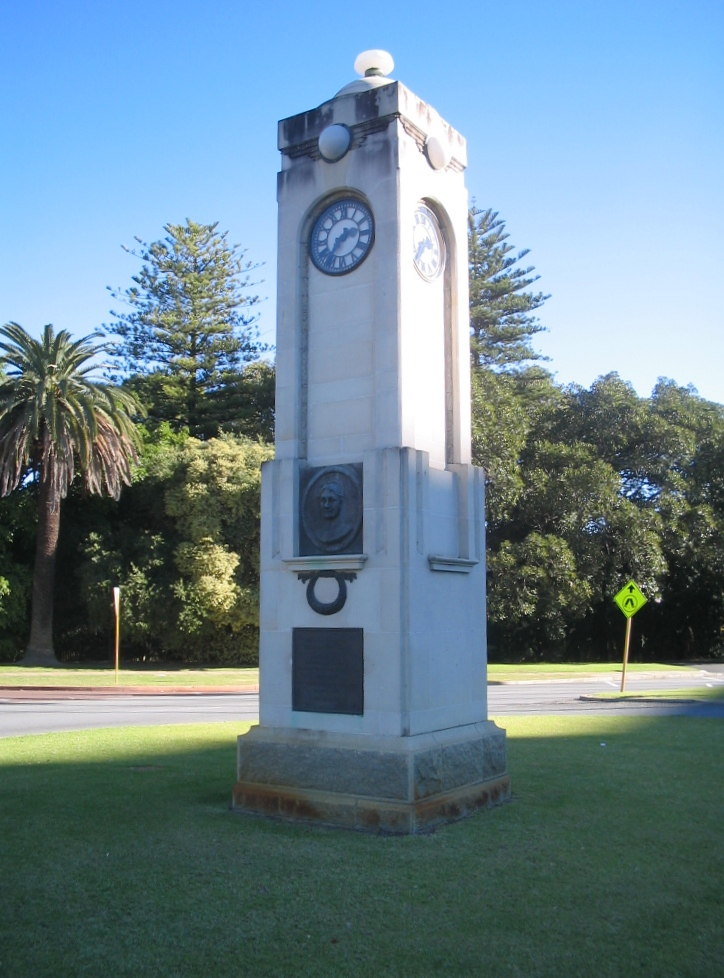
伊迪斯·德克西·科文纪念馆的伊迪斯·科文纪念钟

1984年，科文联邦选区成立并以她的名字命名，1991年1月，西澳大利亚高等教育学院更名为伊迪斯科文大學（ECU）。 